# Родригес, Хосе Антонио

Хосе́ Анто́нио Родри́гес Ферна́ндес (исп. José Antonio Rodríguez Fernández, 1915 — 1978) — кубинский футболист, полузащитник, участник чемпионата мира 1938 года.

## Карьера

### Клубная
Хосе Фернандес носил прозвище Bolillo. В 1940-е годы он играл в мексиканской лиге за клубы «Астуриас» и Реал Эспанья, с которым по окончании сезона 1944/45 стал чемпионом Мексики.

### В сборной
В составе сборной участвовал в чемпионата мира 1938 года, проходившем на полях Франции. Выходил на поле во всех трёх матчах своей сборной на турнире.
| Матчи и голы Хосе Антонио Родригеса за сборную Кубы на ЧМ-1938 | Матчи и голы Хосе Антонио Родригеса за сборную Кубы на ЧМ-1938 | Матчи и голы Хосе Антонио Родригеса за сборную Кубы на ЧМ-1938 | Матчи и голы Хосе Антонио Родригеса за сборную Кубы на ЧМ-1938 | Матчи и голы Хосе Антонио Родригеса за сборную Кубы на ЧМ-1938 | Матчи и голы Хосе Антонио Родригеса за сборную Кубы на ЧМ-1938 |
| -------------------------------------------------------------- | -------------------------------------------------------------- | -------------------------------------------------------------- | -------------------------------------------------------------- | -------------------------------------------------------------- | -------------------------------------------------------------- |
| №                                                              | Дата                                                           | Место проведения                                               | Соперник                                                       | Счёт                                                           | Голы                                                           |
| 1                                                              | 5 июня 1938                                                    | Тулуза, Франция                                                | Румыния                                                        | 3:3                                                            | -                                                              |
| 2                                                              | 9 июня 1938                                                    | Тулуза, Франция                                                | Румыния                                                        | 2:1                                                            | -                                                              |
| 3                                                              | 12 июня 1938                                                   | Антиб, Франция                                                 | Швеция                                                         | 0:8                                                            | -                                                              |

Итого: 3 матча / 0 голов; 1 победа, 1 ничья, 1 поражение.